# 1000-km-Rennen auf dem Nürburgring 1965

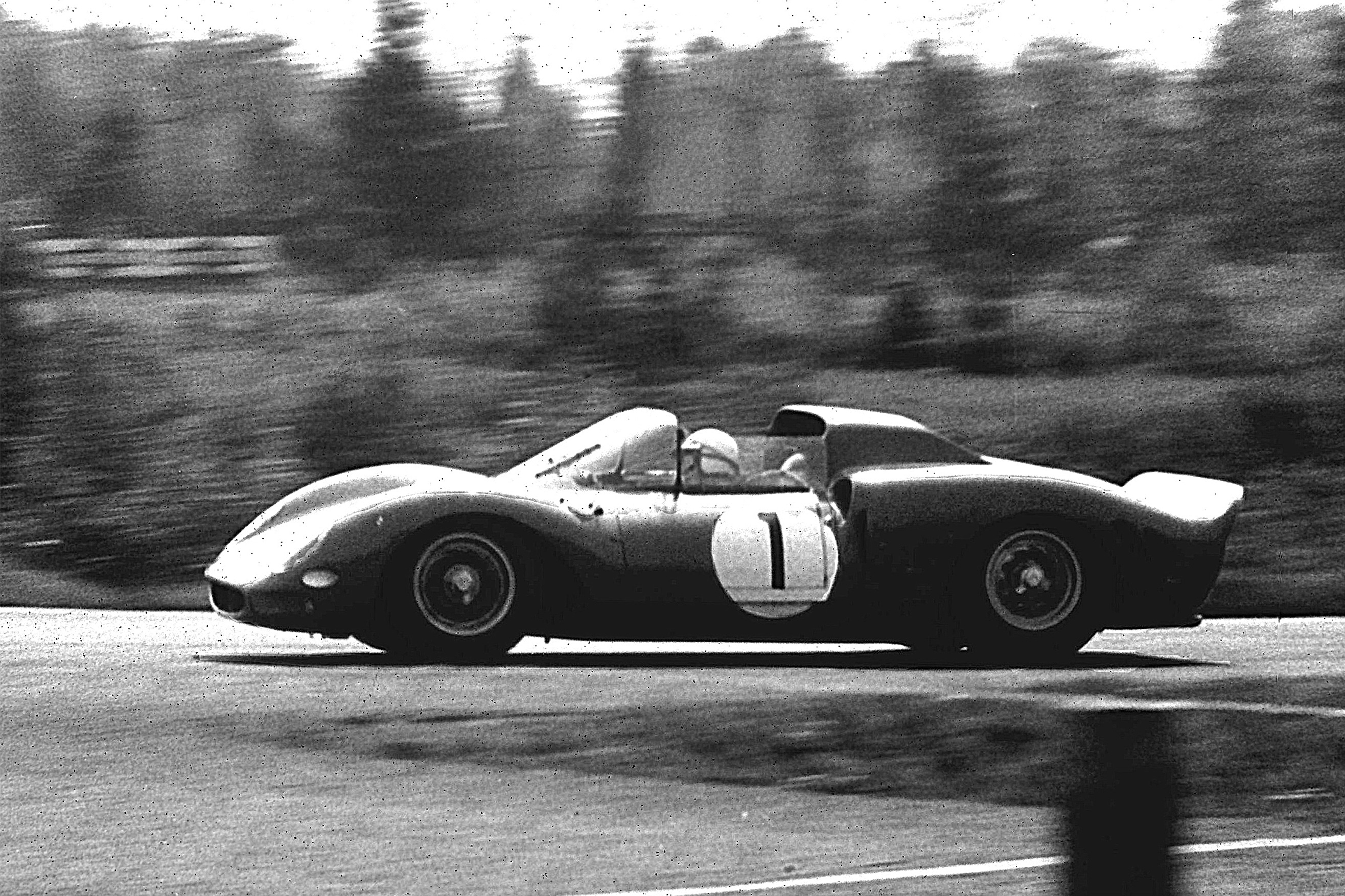
John Surtees im Ferrari 330P2, ausgangs der Südkehre

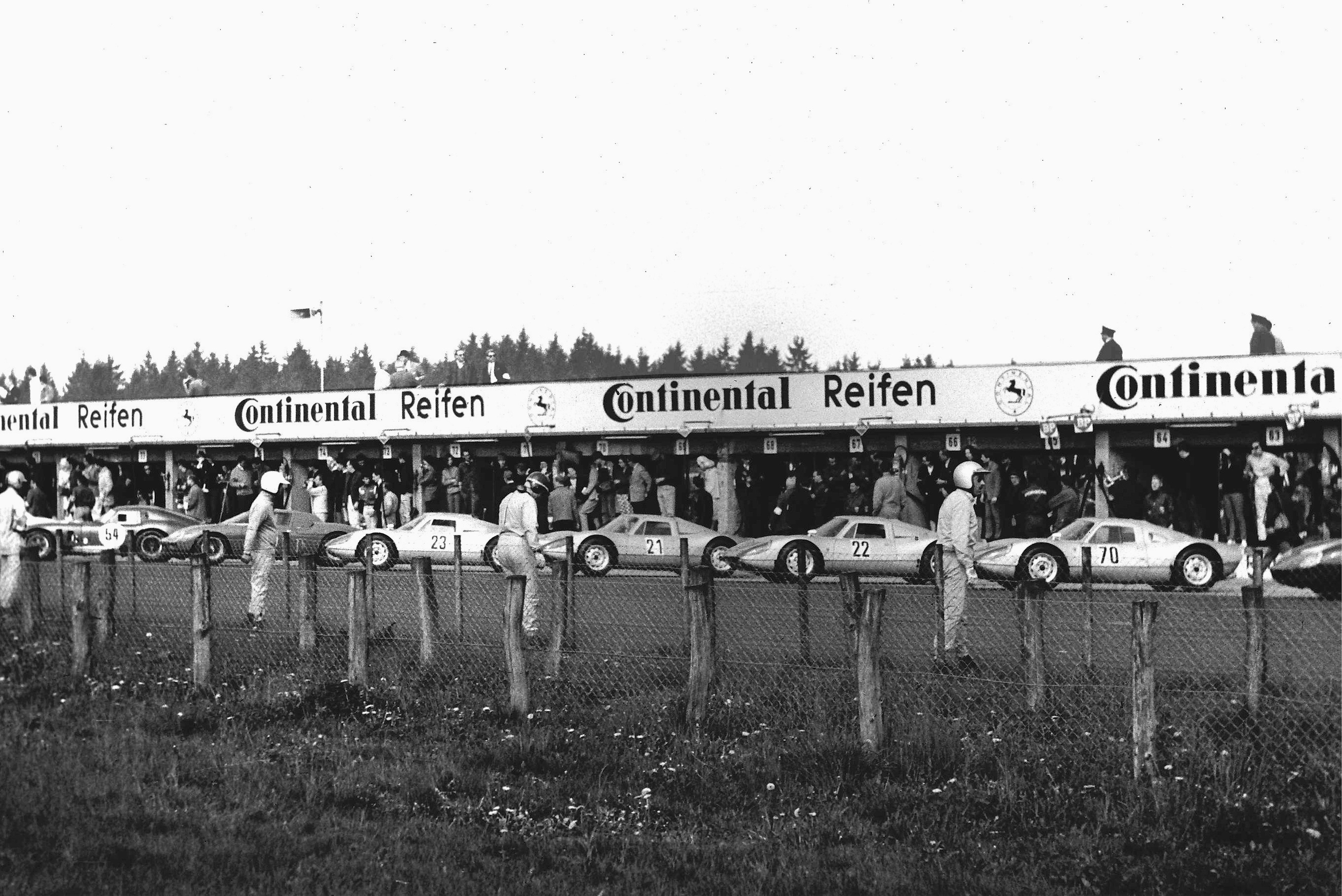
Le-Mans-Start kurz vor Rennbeginn. Die Fahrzeuge von links sind das Shelby Cobra Daytona Coupé (#54), drei Porsche-904/6-Werkswagen (# 23, 21 und 22) sowie ein weiterer Porsche mit der Nummer 70, der von Gerhard Koch und Ben Pon gefahren wurde; als Fahrer erkennt man von links Gerhard Mitter und Peter Nöcker

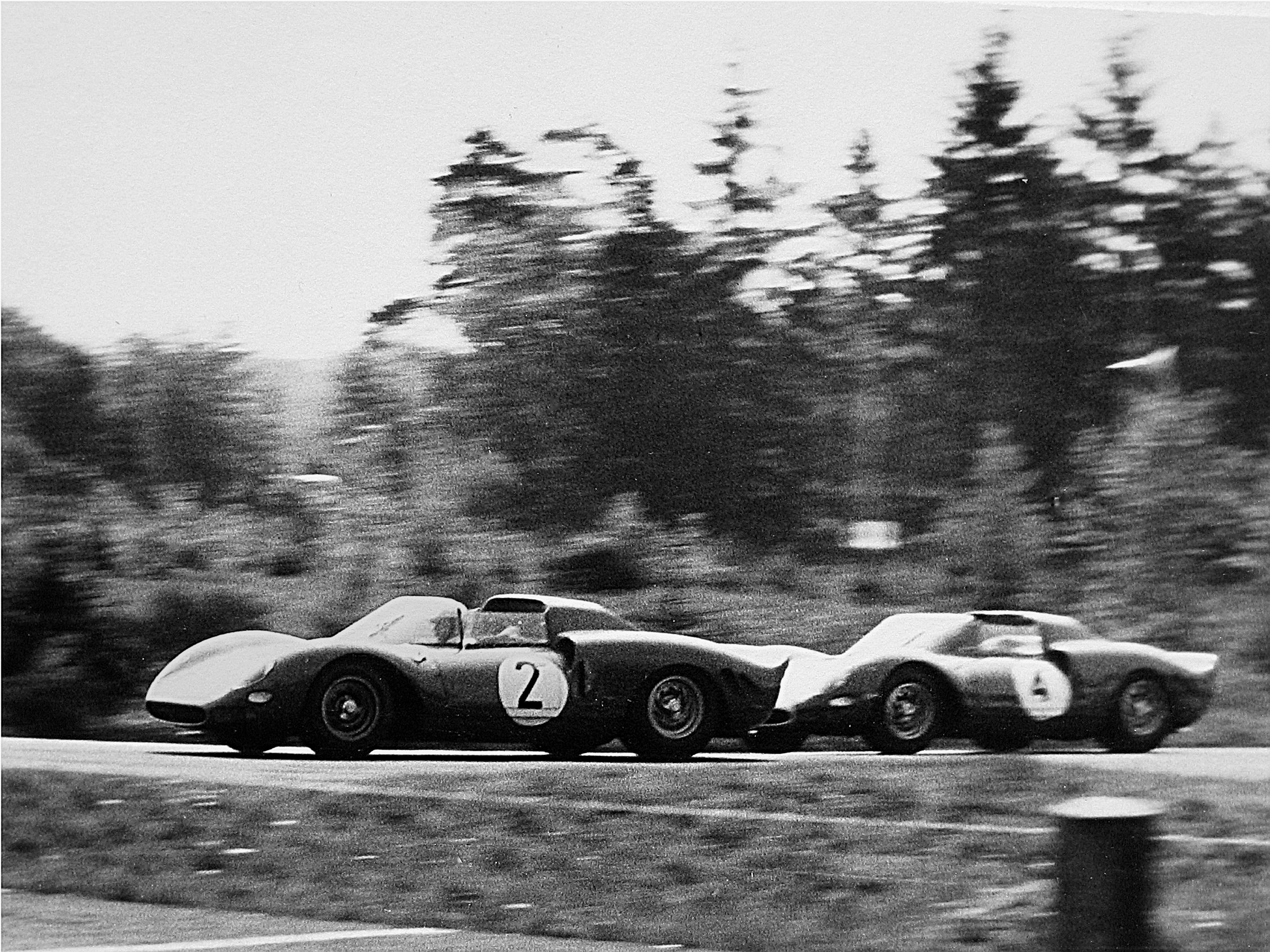
Mike Parkes, gefolgt von Graham Hill

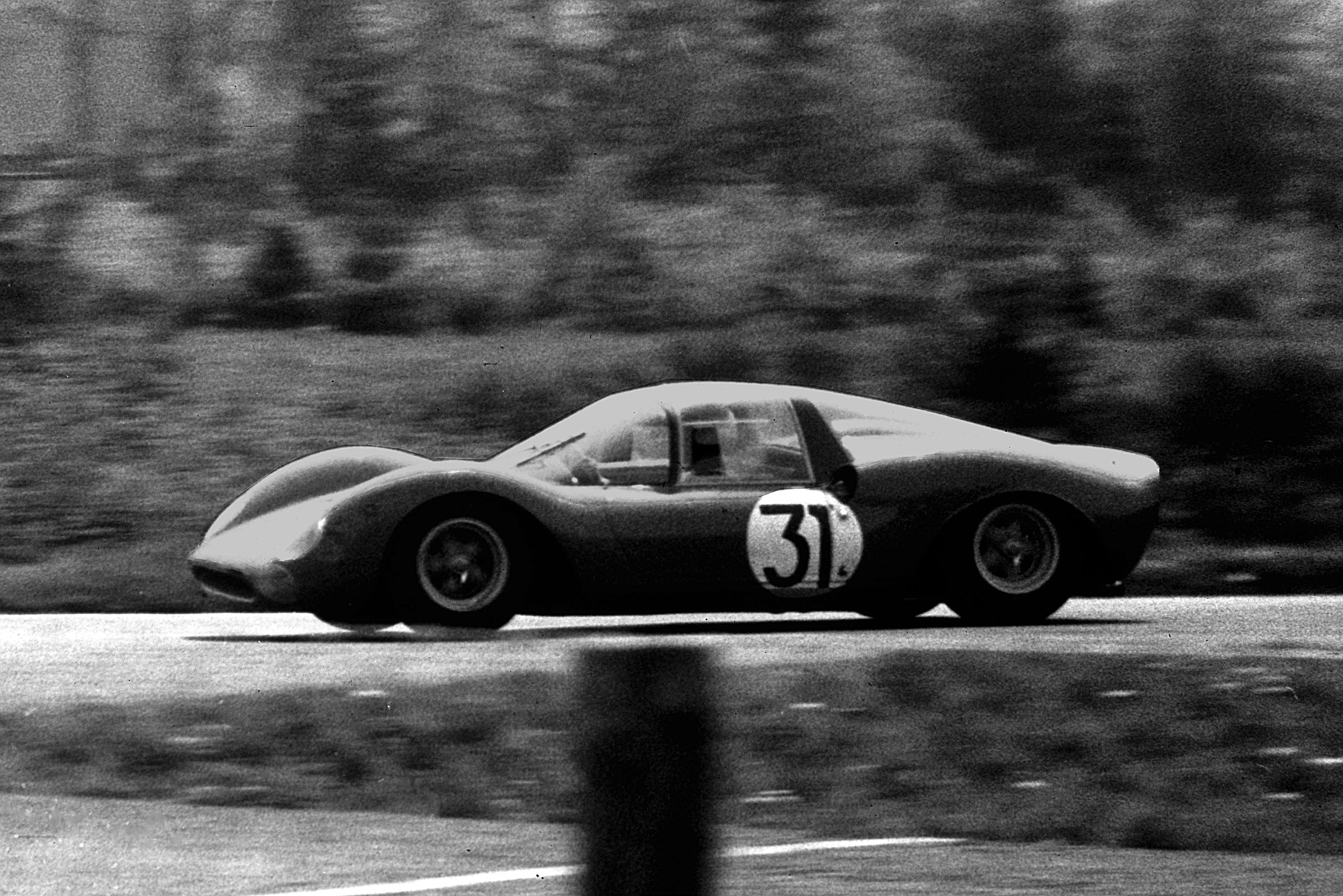
Lorenzo Bandini im Ferrari Dino 166P auf dem Weg zum vierten Platz in der Gesamtwertung

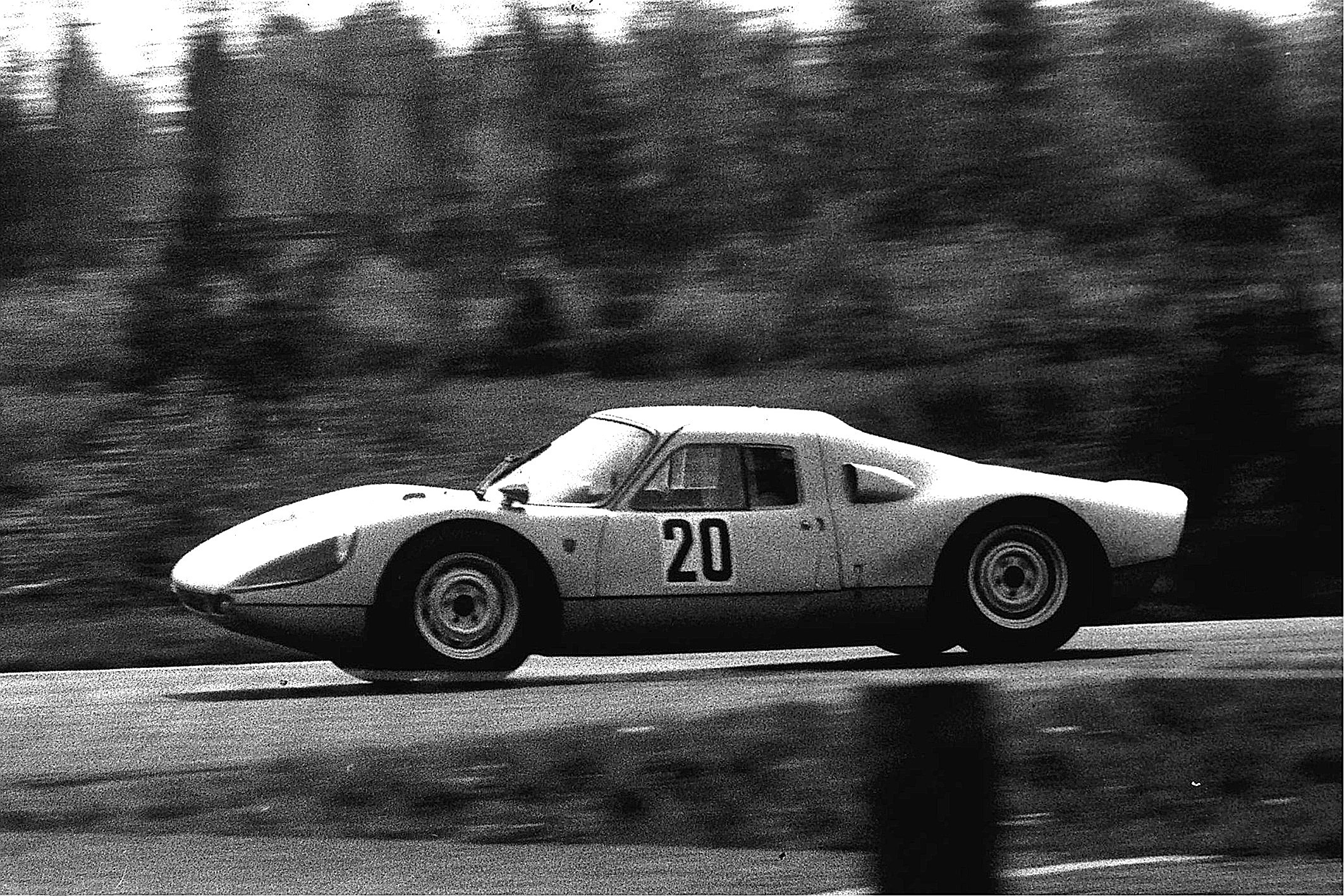
Joakim Bonnier im Porsche 904 mit 8-Zylinder-Motor ausgangs der Südkehre. Mit Partner Jochen Rindt wurde Bonnier Dritter in der Endwertung

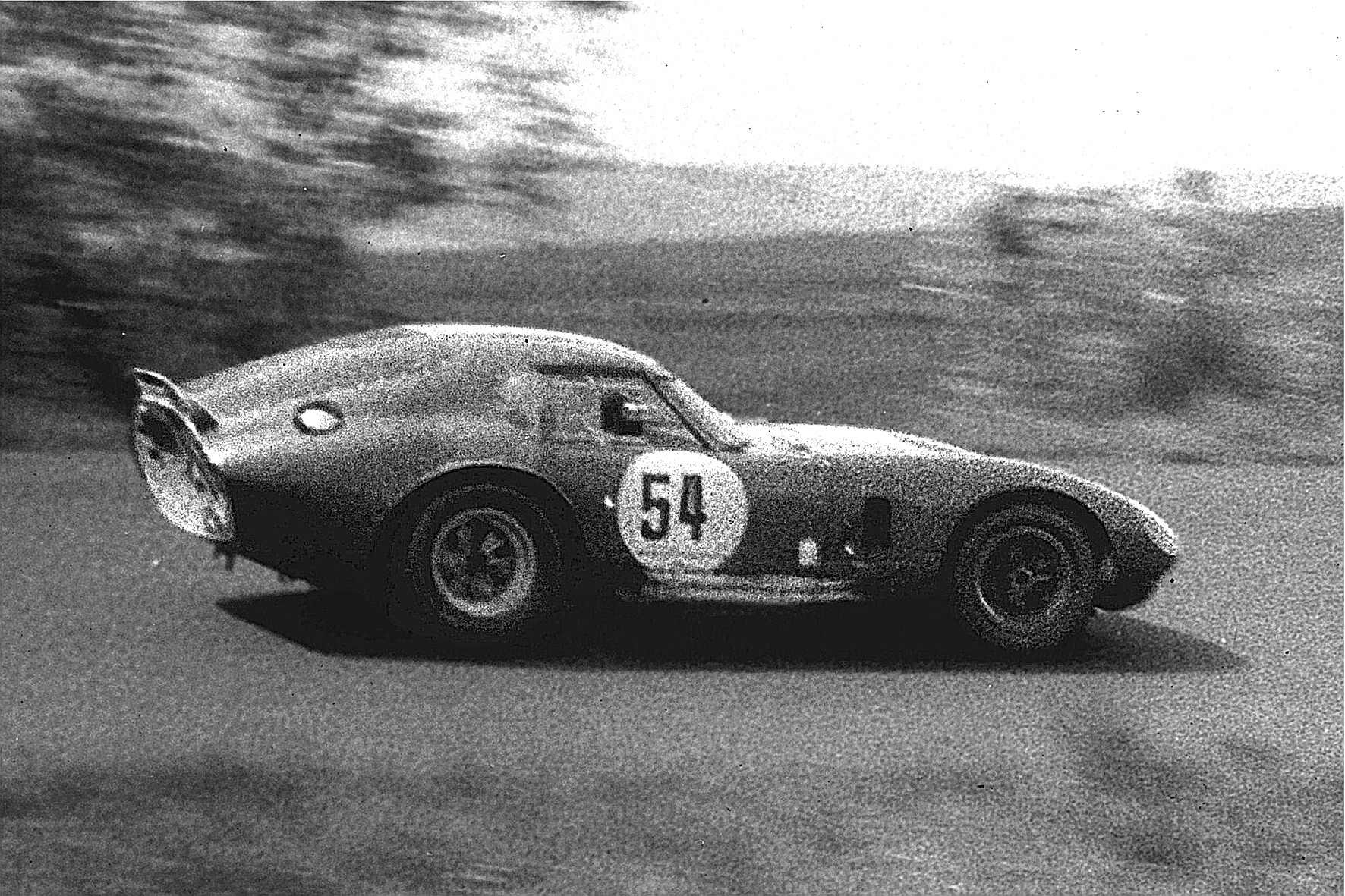
Das Shelby Cobra Daytona Coupe von Bob Bondurant und Jochen Neerpasch in der Arembergkurve

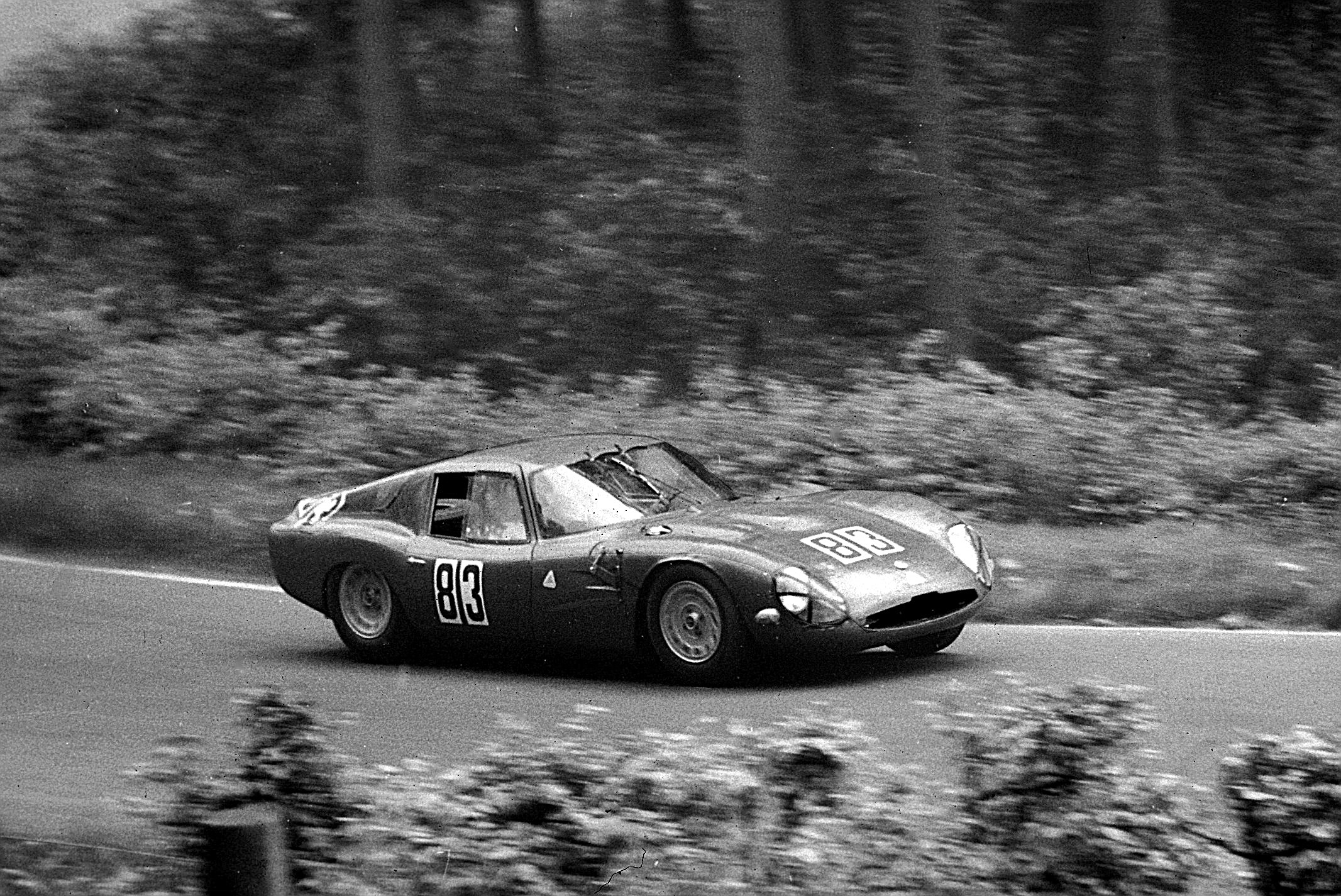
Der Alfa Romeo TZ2 von Giacomo Russo und Andrea de Adamich im Streckenabschnitt Hatzenbach

Das elfte 1000-km-Rennen auf dem Nürburgring, auch ADAC-1000-km-Rennen, Nürburgring, fand am 23. Mai 1965 statt und war der neunte Wertungslauf der Sportwagen-Weltmeisterschaft dieses Jahres.

## Vor dem Rennen
Als sich am Sonntag, dem 23. Mai 1965, 63 Fahrzeuge zum Le-Mans-Start auf der Nordschleife des Nürburgrings formierten, waren bereits acht Rennen der Sportwagen-Weltmeisterschaft 1965 absolviert. Sieger des 2000-km-Rennens von Daytona waren Ken Miles und Lloyd Ruby auf einem Ford GT40. In Sebring gewannen Jim Hall und Hap Sharp auf einem Chaparral 2A mit Chevrolet-Motor. Es folgten Erfolge von Herbert Demetz beim GT-Rennen in Imola und von Klaus Steinmetz beim 3-Stunden-Rennen von Monza.
Beim dritten Wertungslauf des Jahres, bei dem sowohl Prototypen als auch GT-Wagen startberechtigt waren, dem 1000-km-Rennen von Monza, stellte die Scuderia Ferrari den neuen Ferrari 275 P2 erstmals im Rennbetrieb vor. Prompt siegten Mike Parkes und Jean Guichet gleich beim Debüt. Die letzte Veranstaltung dieser Art vor dem Nürburgring-Rennen war die Targa Florio, die ebenfalls von der Ferrari-Werksmannschaft gewonnen wurde. Dazwischen gewann Denis Hulme auf einem Brabham BT8 die RAC Tourist Trophy und Willy Mairesse das 500-km-Rennen von Spa.

## Zuschauerrekord
Einige Webseiten geben die Anzahl der Zuschauer bei diesem Rennen mit 400.000 an. Unklar bleibt, ob damit die Anzahl der Besucher am Renntag oder am gesamten Rennwochenende dokumentiert wird. Sollte die Zahl für den Renntag zutreffend sein, zählt dieses Rennen neben einigen 500-Meilen-Rennen von Indianapolis der 1970er-Jahre zu den Motorsportveranstaltungen mit den meisten Besuchern vor Ort in der Geschichte dieses Sports. Die beiden deutschen Autoren Michael Behrndt und Jörg-Thomas Födisch zitieren in ihrem Buch ADAC 1000-km-Rennen einen Auszug aus der damals erschienenen Zeitschrift Motor-Rundschau, die 250.000 Zuschauer am Renntag nennt. 80.000 Fahrzeuge wurden rund um das Ringgelände abgestellt.

## Das Rennen

### Wieder ein tödlicher Unfall
1964 gab es im Training zum 1000-km-Rennen zwei fatale Unfälle, bei denen der Deutsche Rudolf-Wilhelm Moser und der Brite Brian Hetreed ihr Leben verloren. Auch das Rennen 1965 wurde von einem tödlichen Unfall überschattet. Der Luxemburger Rennfahrer Honoré Wagner, der mit seinen 43 Jahren zu den Veteranen der Rennszene in den Benelux-Staaten gehörte und sich einen Alfa Romeo Giulia TZ mit seinem Landsmann Nicolas Koob teilte, kam in der 19. Runde im Streckenabschnitt Kallenhardt von der Piste ab; der GT-Wagen rutschte über eine Böschung einen Abhang hinunter und kam in einer Regenrinne zum Liegen. Wagner starb an seinen schweren Kopfverletzungen.

### Teams, Fahrzeuge und Fahrer
Die Scuderia Ferrari kam mit vier Rennwagen in die Eifel. John Surtees und Ludovico Scarfiotti wurden für den 4-Liter-V12-Ferrari 330P2 gemeldet. Mike Parkes und Jean Glichet fuhren den 3,3-Liter-275P2; Giampiero Biscaldi und Giancarlo Baghetti einen 275 GTB. Den Siegern der Targa Florio, Lorenzo Bandini und Nino Vaccarella, wurde ein völlig neuer Typ anvertraut. Beim 1000-km-Rennen von Monza war der Wagen schon in der ersten Runde nach einem Motorschaden ausgefallen. Auf dem Nürburgring versuchte die Scuderia einen weiteren Einsatz. Der Wagen hatte den von Franco Rocchi konstruierten 65°-V6-Mittelmotor. Der Dino mit dem Chassis 0834 wurde von einem 1,6-Liter-V6 (Bohrung × Hub 77 × 57 mm, Hubraum 1592 cm³) angetrieben, der 180 PS (132 kW) bei 9000/min leistete. Damit hatte der Wagen um fast 200 PS weniger als der 330 P2 und der 275 P2.
Nach 1964 wurde zum zweiten Mal der Shelby Daytona auf der Nordschleife bewegt. Behrndt und Födisch zitieren in diesem Zusammenhang in ihrer Publikation erneut die Motor-Rundschau: „Im Vorjahr gestand uns einer der Cobra-Piloten, dass er nach einer sehr schnellen Nürburgringrunde eigentlich reif fürs Sanatorium sei. Inzwischen haben sich die Fahrer an den Wagen gewöhnt und verstehen mit ihm umzugehen. Trotzdem muss man sie bewundern – und zwar beide, Wagen und Fahrer. Denn für so schwere und kurvenreiche Kurse wie den Nürburgring und die Targa Florio sind die Fahrzeuge in der derzeitigen Form denkbar ungeeignet.“
Carroll Shelby vertraute 1965 bereits auf das Fahrvermögen und die Leistungsfähigkeit des Ford GT40. Gefahren wurden die Wagen von Chris Amon, Bruce McLaren, Phil Hill, Richard Attwood und John Whitmore. Ein weiterer GT40 wurde von Ford France gemeldet, den Guy Ligier und sein 48-jähriger Landsmann und Grand-Prix-Veteran Maurice Trintignant fuhren. Porsche verlor den Porsche 904/8 Bergspyder, ein Einzelstück, durch einen Unfall von Gerhard Mitter schon im Training. Mitter blieb dabei unverletzt, der Wagen wurde aber so stark beschädigt, dass er nicht im Rennen eingesetzt werden konnte. Die Werkswagen gingen in der Klasse für Prototypen bis 2 Liter Hubraum an den Start. Durch die starke Konkurrenz von Ferrari und Ford schien ein Sieg in der Gesamtwertung mit 904er-Modellen außer Reichweite.

### Der Rennverlauf
Im Training hatte John Surtees mit einer Zeit von 8:53,100 Minuten die beste Zeit erzielt; das entsprach einer Durchschnittsgeschwindigkeit von 151,035 km/h. Erstaunlicherweise war er im Rennen noch um drei Sekunden schneller. Aus der ersten Runde kam er mit einem Vorsprung von fast 20 Sekunden auf den Ford von Phil Hill zurück. Hill war der Einzige, der bis zum Ausfall in der sechsten Runde dem Ferrari folgen konnte. Bis auf ein Fahrzeug fielen alle GT 40 im Lauf des Rennens durch technische Defekte aus. Bandini und Vaccarella verloren den dritten Rang im Endklassement durch nachlassende Motorleistung des Dino-Ferrari an die Porsche-Mannschaft Bonnier/Rindt. Im Ziel hatten Surtees/Scarfiotti eine 3/4 Minute Vorsprung auf die Teamkollegen Parkes und Guichet. Für Jean Guichet war es der dritte zweite Rang beim 1000-km-Rennen in drei aufeinanderfolgenden Jahren.

## Ergebnisse

### Schlussklassement
| 1               | P + 3.0  | 1   | SpA Ferrari SEFAC           | John Surtees Ludovico Scarfiotti                                        | Ferrari 330P2                | 44 |
| 2               | P + 3.0  | 2   | SpA Ferrari SEFAC           | Mike Parkes Jean Guichet                                                | Ferrari 275P2                | 44 |
| 3               | P 2.0    | 20  | Porsche System              | Joakim Bonnier Jochen Rindt                                             | Porsche 904/8                | 44 |
| 4               | P 2.0    | 31  | SpA Ferrari SEFAC           | Lorenzo Bandini Nino Vaccarella                                         | Ferrari Dino 166P            | 43 |
| 5               | P 2.0    | 23  | Porsche System              | Umberto Maglioli Herbert Linge                                          | Porsche 904/6                | 43 |
| 6               | P 2.0    | 22  | Porsche System              | Peter Nöcker Günter Klass                                               | Porsche 904/6                | 43 |
| 7               | GT + 3.0 | 54  | Alan Mann Racing Team       | Bob Bondurant Jochen Neerpasch                                          | Shelby Cobra Daytona Coupe   | 43 |
| 8               | P + 3.0  | 11  | Shelby American Inc.        | Chris Amon Bruce McLaren Phil Hill                                      | Ford GT40                    | 43 |
| 9               | P 2.0    | 21  | Porsche System              | Gerhard Mitter Colin Davis                                              | Porsche 904/6                | 42 |
| 10              | GT + 3.0 | 55  | Alan Mann Racing Team       | Jack Sears Frank Gardner                                                | Shelby Cobra Daytona Coupe   | 42 |
| 11              | GT 2.0   | 72  | Anton Fischhaber            | Anton Fischhaber Udo Schütz                                             | Porsche 904 GTS              | 42 |
| 12              | GT + 3.0 | 56  | Ford France                 | Jo Schlesser André Simon                                                | Shelby Cobra Daytona Coupe   | 42 |
| 13              | P + 3.0  | 3   | SpA Ferrari SEFAC           | Giampiero Biscaldi Giancarlo Baghetti                                   | Ferrari 275 GTB              | 41 |
| 14              | GT 2.0   | 68  | Lufthansa                   | Manfred Abels Günther Selbach                                           | Porsche 904 GTS              | 41 |
| 15              | GT 3.0   | 64  | Peter Sutcliffe             | Peter Sutcliffe Peter Lumsden                                           | Ferrari 250 GTO              | 41 |
| 16              | P + 3.0  | 8   | David Piper                 | David Piper Anthony Maggs                                               | Ferrari 250LM                | 40 |
| 17              | GT 1.6   | 83  | Autodelta                   | Andrea de Adamich Giacomo Russo                                         | Alfa Romeo Giulia TZ2        | 40 |
| 18              | GT 1.3   | 95  | Abarth & Cie                | Giuseppe Virgilio Salvatore Calascibetta                                | Abarth-Simca 1300 Bialbero   | 39 |
| 19              | P 2.0    | 26  | Autodelta                   | Ernst Furtmayr Herbert Schultze                                         | Alfa Romeo Giulia Sprint GTA | 39 |
| 20              | GT 1.3   | 97  | Abarth & Cie                | Manfred Schiek Andreas Schmalbach                                       | Abarth-Simca 1300 Bialbero   | 39 |
| 21              | GT 2.0   | 74  | Bernd Degner                | Bernd Degner Frank Kalkuhl                                              | Porsche 904 GTS              | 39 |
| 22              | P + 3.0  | 19  | Scuderia Filipinetti        | Peter Ettmüller Peter Harper                                            | Ferrari 250LM                | 39 |
| 23              | GT 3.0   | 61  | Werner Lindermann           | Werner Lindermann Manfred Ramminger                                     | Ferrari 250 GTO              | 39 |
| 24              | GT 1.3   | 101 | Scuderia Lufthansa          | Hans-Dieter Dechent Robert Huhn                                         | Abarth-Simca 1300 Bialbero   | 38 |
| 25              | GT 2.0   | 70  | Porsche System              | Gerhard Koch Ben Pon                                                    | Porsche 904 GTS              | 38 |
| 26              | GT 1.6   | 92  | AVO                         | Joachim Springer Karl von Wendt                                         | Lotus Elan                   | 38 |
| 27              | GT 1.3   | 98  | British Motor Co.           | Andrew Hedges Keith Greene                                              | MG Midget                    | 38 |
| 28              | P 1.3    | 33  | Richard Groves              | Clive Baker John Moore                                                  | Austin-Healey Sprite         | 37 |
| 29              | P 3.0    | 63  | Karl vom Kothen             | Karl vom Kothen Karl-Friedrich Kronenberg                               | Ferrari 250 GT SWB           | 36 |
| 30              | GT 1.6   | 82  | Autodelta                   | Roberto Bussinello Carlo Zuccoli                                        | Alfa Romeo Giulia TZ2        | 36 |
| 31              | GT 1.3   | 103 | International Racing Club   | Joachim Komusin Siegfried Müller senior                                 | Alfa Romeo Giulietta         | 36 |
| 32              | P 1.0    | 46  | Willi Martini               | Peter Otto Heinz Gilges                                                 | Martini                      | 31 |
| Disqualifiziert |          |     |                             |                                                                         |                              |    |
| 33              | GT 1.6   | 89  | Roger Nathan                | Roger Nathan Peter Taggart                                              | Lotus Elan                   | 5  |
| Ausgefallen     |          |     |                             |                                                                         |                              |    |
| 34              | P 2.0    | 24  | Pierre de Siebenthal        | Pierre de Siebenthal Charly Cuénoud                                     | Porsche 356B 2000            | 37 |
| 35              | GT 1.6   | 88  | Manfred Schweiger           | Georg Winkler Wolfgang Jordis                                           | Lotus Elan                   | 35 |
| 36              | P + 3.0  | 10  | Ford Advanced Vehicles Ltd. | Richard Attwood John Whitmore                                           | Ford GT40 Roadster           | 34 |
| 37              | GT 1.3   | 100 | Gerhard Bodmer              | Gerhard Bodmer Dieter Schmid                                            | Glas 1300GT                  | 34 |
| 38              | GT 1.6   | 84  | Scuderia Sant Ambroeus      | Girolamo Capra Nanni Galli                                              | Alfa Romeo Giulia TZ         | 33 |
| 39              | GT 1.3   | 105 | Abarth & Cie                | Klaus Steinmetz Fritz Jüttner                                           | Abarth-Simca 1300 Bialbero   | 33 |
| 40              | P + 3.0  | 5   | Ecurie Francorchamps        | Willy Mairesse Jean Blaton                                              | Ferrari 250LM                | 25 |
| 41              | GT 1.6   | 87  | W. J. Moss                  | Mark Konig Gabriele Konig                                               | Lotus Elan                   | 24 |
| 42              | P + 3.0  | 16  | Ford France                 | Maurice Trintignant Guy Ligier                                          | Ford GT40                    | 22 |
| 43              | GT 3.0   | 65  | Dawnay Racing               | Mike Salmon Chris Kerrison                                              | Ferrari 250 GTO/64           | 22 |
| 44              | GT 1.6   | 85  | Nicolas Koob                | Nicolas Koob Honoré Wagner                                              | Alfa Romeo Giulia TZ         | 19 |
| 45              | GT 1.3   | 102 | William Bradley             | William Bradley David Prophet                                           | Triumph Spitfire             | 19 |
| 46              | P + 3.0  | 17  | Iso Prototipi SpA           | Pierre Noblet Wittigo von Einsiedel                                     | Iso Grifo A3C                | 16 |
| 47              | P 1.0    | 42  | Automobiles Alpine          | Roger Delageneste Peter Ruby                                            | Alpine M64                   | 16 |
| 48              | P + 3.0  | 6   | Georges Marquet             | Gérard Langlois van Ophem Xavier Boulanger                              | Ferrari 250LM                | 13 |
| 49              | P 2.0    | 25  | Abarth & Cie                | Hans Herrmann Kurt Ahrens                                               | Abarth 1600 OT               | 13 |
| 50              | GT 1.3   | 96  | Abarth & Cie                | Anzio Zucchi André Knörr                                                | Abarth-Simca 1300 Bialbero   | 12 |
| 51              | P 1.3    | 40  | Automobiles Alpine          | Mauro Bianchi Jean Vinatier                                             | Alpine M64                   | 11 |
| 52              | P 2.0    | 29  | Anthony Kilburn             | Terry Sanger Simon De Lautour                                           | Marcos Fastback              | 10 |
| 53              | P + 3.0  | 4   | Maranello Concessionaires   | Graham Hill Jackie Stewart                                              | Ferrari 275P2                | 9  |
| 54              | GT 1.6   | 90  | Willi Martini               | Manfred Mohr Horst Eiteneuer                                            | Lotus Elan                   | 9  |
| 55              | GT 1.3   | 104 | Willy Franz                 | Willy Franz Gebi Lippuner                                               | Alfa Romeo Giulietta         | 9  |
| 56              | P + 3.0  | 15  | Ecurie Francorchamps        | Gustave Gosselin Pierre Dumay                                           | Ferrari 250LM                | 7  |
| 57              | P + 3.0  | 12  | Shelby American Inc.        | Phil Hill Bruce McLaren                                                 | Ford GT40                    | 6  |
| 58              | GT 2.0   | 69  | Don Moore                   | Paul Hawkins Mike De Udy                                                | Porsche 904 GTS              | 6  |
| 59              | P + 3.0  | 18  | Iso Prototipi SpA           | Mário de Araújo Cabral Teodoro Zeccoli                                  | Iso Grifo A3C                | 5  |
| 60              | P 2.0    | 30  | Anglian Racing              | Richard Wrottesley Tony Lanfranchi                                      | Elva GT160                   | 4  |
| 61              | GT + 3.0 | 52  | Radford Racing              | John Sparrow Christopher McLaren                                        | Shelby Cobra Roadster        | 1  |
| 62              | P 1.3    | 35  | Abarth & Cie                | Herbert Demetz Leo Cella                                                | Abarth-Simca 1300 Bialbero   | 1  |
| 63              | GT 3.0   | 62  | Peter Clarke                | Rollo Fielding Peter Clarke                                             | Ferrari 250 GTO              | 1  |
| Nicht gestartet |          |     |                             |                                                                         |                              |    |
| 64              | P 1.0    | 37  | Willi Martini               | Heinrich Hülbüsch Kurt Louis                                            | Martini                      | 1  |
| 65              | P 1.0    | 44  | Diva Cars                   | Mike Walton Jeremy Delmar-Morgan                                        | Diva GT                      | 2  |
| 66              | GT + 3.0 | 50  | André Wicky                 | Maurice Caillet André Wicky                                             | Jaguar E-Type                | 3  |
| 67              | GT + 3.0 | 51  | Patrick McNally Alan Mann   | Patrick McNally Bob Bondurant Jochen Neerpasch Jack Sears Frank Gardner | Shelby Cobra                 | 4  |
| 68              | GT + 3.0 | 67  | Peter Mould                 | Peter Mould Chris Ashmore                                               | Jaguar E-Type                | 5  |
| 68              | GT 1.6   | 81  | Autodelta                   | Jean Rolland Andrea de Adamich Teodoro Zeccoli                          | Alfa Romeo Giulia TZ2        | 6  |
| 69              | P 2.0    | 21T | Porsche System              | Gerhard Mitter Colin Davis Joakim Bonnier Jochen Rindt                  | Porsche 904/8 Bergspyder     | 7  |
| 70              | P 2.0    | 23T | Porsche System              | Umberto Maglioli Herbert Linge                                          | Porsche 904/6                | 8  |

1 Motorschaden im Training
2 Motorschaden im Training
3 Unfall im Training
4 nicht gestartet
5 Motorschaden im Training
6 Unfall im Training
7 Unfall im Training
8 Trainingswagen

### Nur in der Meldeliste
Hier finden sich Teams, Fahrer und Fahrzeuge, die ursprünglich für das Rennen gemeldet waren, aber aus den unterschiedlichsten Gründen daran nicht teilnahmen.
| Pos. | Klasse   | Nr. | Team                 | Fahrer                                | Chassis                    |
| ---- | -------- | --- | -------------------- | ------------------------------------- | -------------------------- |
| 71   | P + 3.0  | 7   | Heini Walter         | Heini Walter                          | Ferrari 250LM              |
| 72   | P + 3.0  | 9   | Robert Blouin        | Robert Blouin Michel de Bourbon-Parma | Ferrari 275 GTB            |
| 73   | P + 3.0  | 14  | John Willment        |                                       | Ford GT40                  |
| 74   | P 2.0    | 27  | Willi Martini        | Hubert Hahne                          | Martini                    |
| 75   | P 2.0    | 28  | Willi Martini        |                                       | Martini                    |
| 76   | P 1.3    | 34  | André Wicky          | André Wicky                           | Alpine M64                 |
| 77   | P 1.3    | 38  | Gerhard Bodmer       | Gerhard Bodmer                        | Martini                    |
| 78   | P 1.3    | 41  | Automobiles Alpine   | Roger Delageneste                     | Alpine M64                 |
| 79   | P 1.0    | 45  | Automobiles Alpine   | Peter Brayshaw Tim Lalonde            | Marcos GT                  |
| 80   | P 1.0    | 47  | Willi Martini        |                                       | Martini                    |
| 81   | P 1.0    | 48  | Willi Martini        |                                       | Martini                    |
| 82   | GT + 3.0 | 53  | Radford Racing       | Christopher McLaren Harry Digby       | Shelby Cobra               |
| 83   | GT 3.0   | 66  | Ecurie Francorchamps |                                       | Ferrari 250 GTO            |
| 84   | GT 2.0   | 67  | Porsche System       | Gerhard Koch                          | Porsche                    |
| 85   | GT 2.0   | 71  | A. P. Covill         | Simon Scrimgeour John Glyde Walker    | Elva Courier               |
| 86   | GT 2.0   | 73  | Art Swanson          | Art Swanson Robert Ennis              | Abarth-Simca 2000 GT       |
| 87   | GT 1.3   | 75  | Abarth & Cie         | Herbert Demetz Klaus Steinmetz        | Abarth-Simca 1300 Bialbero |
| 88   | GT 2.0   | 76  | Peter Ruby           | Peter Ruby                            | Porsche 904 GTS            |
| 89   | GT 2.0   | 77  | Ben Pon              | Ben Pon Rob Slotemaker                | Porsche 904 GTS            |
| 90   | GT 1.6   | 89  | Walker-Day           | Tony Hegbourne Boley Pittard          | Alfa Romeo Giulia TZ       |
| 91   | GT 1.6   | 91  | AVO                  | Anselm von Oertzen Georg Bialas       | Lotus Elan                 |
| 92   | GT 1.6   | 93  | AVO                  | Herbert Schultze                      | Alfa Romeo Giulia          |
| 93   | GT 1.6   | 94  | Michel Disdier       | Bernard Collomb Michel Disdier        | Lotus Elan                 |
| 94   | GT 1.6   | 99  | Anthony Kilburn      | Anthony Kilburn Gerry Ashmore         | Glas 1204 GT               |

### Klassensieger
| Klasse   | Fahrer            | Fahrer                 | Fahrzeug                   | Platzierung im Gesamtklassement |
| -------- | ----------------- | ---------------------- | -------------------------- | ------------------------------- |
| P + 3.0  | John Surtees      | Ludovico Scarfiotti    | Ferrari 330P2              | Gesamtsieg                      |
| P 2.0    | Joakim Bonnier    | Jochen Rindt           | Porsche 904/8              | Rang 3                          |
| P 1.3    | Clive Baker       | John Moore             | Austin-Healey Sprite       | Rang 28                         |
| P 1.0    | Peter Otto        | Heinz Gilges           | Martini                    | Rang 32                         |
| GT + 3.0 | Bob Bondurant     | Jochen Neerpasch       | Shelby Cobra Daytona Coupe | Rang 7                          |
| GT 3.0   | Peter Sutcliffe   | Peter Lumsden          | Ferrari 250 GTO            | Rang 15                         |
| GT 2.0   | Anton Fischhaber  | Udo Schütz             | Porsche 904 GTS            | Rang 11                         |
| GT 1.6   | Andrea de Adamich | Giacomo Russo          | Alfa Romeo Giulia TZ2      | Rang 17                         |
| GT 1.3   | Giuseppe Virgilio | Salvatore Calascibetta | Abarth-Simca 1300 Bialbero | Rang 18                         |

### Renndaten
- Gemeldet: 94
- Gestartet: 63
- Gewertet: 32
- Rennklassen: 9
- Zuschauer: unterschiedliche Angaben von 250.000 bis 400.000
- Wetter am Renntag: heiß und trocken
- Streckenlänge: 22,810 km
- Fahrzeit des Siegerteams: 6:53:05,400 Stunden
- Gesamtrunden des Siegerteams: 44
- Gesamtdistanz des Siegerteams: 1003,640 km
- Siegerschnitt: 145,775 km/h
- Pole Position: John Surtees – Ferrari 330P2 (#1) – 8:53,100 = 151,035 km/h
- Schnellste Rennrunde: John Surtees – Ferrari 330P2 (#1) – 8:50,500 = 154,790 km/h
- Rennserie: 9. Lauf zur Sportwagen-Weltmeisterschaft 1965